# Athletissima 2018
Athletissima 2018 byl lehkoatletický mítink, který se konal 5. července 2018 v švýcarském městě Lausanne. Byl součástí série mítinků Diamantová liga.  

## Výsledky

### Muži
| Disciplína            | 1. místo                 | 2. místo                | 3. místo                      |
| Běh na 200 m          | Noah Lyles 19,69         | Michael Norman 19,88    | Álex Quiñónez 20,08           |
| Běh na 5000 m         | Birhanu Balew 13:01,09   | Selemon Barega 13:02,67 | Abadi Hadis 13:03,62          |
| Běh na 110 m překážek | Sergej Šubenkov 12,95    | Devon Allen 13,29       | Pascal Martinot-Lagarde 13,30 |
| Běh na 400 m překážek | Abderrahman Samba 47,42  | Karsten Warholm 47,94   | Yasmani Copello 48,85         |
| Skok vysoký           | Danil Lysenko 237 cm     | Brandon Starc 229 cm    | Jeron Robinson 229 cm         |
| Trojskok              | Christian Taylor 17,62 m | Pedro Pichardo 17,61 m  | Chris Benard 16,92 m          |
| Vrh koulí             | Tomas Walsh 21,92 m      | Darlan Romani 21,38 m   | Michał Haratyk 21,21 m        |

### Ženy
| Disciplína            | 1. místo                      | 2. místo                 | 3. místo                    |
| Běh na 100 m          | Marie-Josée Ta Lou 10,90      | Elaine Thompsonová 10,99 | Jenna Prandiniová 11,00     |
| Běh na 400 m          | Salvá Ajd Násirová 49,78      | Jessica Beardová 50,40   | Shakima Wimbleyová 50,58    |
| Běh na 800 m          | Francine Niyonsabaová 1:57,80 | Ajee Wilsonová 1:58,20   | Habitam Alemuová 1:58,38    |
| Běh na 1500 m         | Shelby Houlihanová 3:57,34    | Laura Muirová 3:58,18    | Sifan Hassanová 3:58,39     |
| Běh na 400 m překážek | Shamier Littleová 53,41       | Janieve Russellová 53,46 | Georganne Molineová 53,90   |
| Skok daleký           | Malaika Mihambo 690 cm        | Ivana Španovićová 690 cm | Caterine Ibargüenová 677 cm |
| Skok o tyči           | Katerina Stefanidiová 4,82 m  | Jennifer Suhrová 4,82 m  | Anželika Sidorovová 4,82 m  |
| Hod oštěpem           | Nikola Ogrodníková 65,02 m    | Liu Shiying 64,46 m      | Martina Ratejová 63,28 m    |